# Predor Sveti Rok
Predor Sveti Rok je avtocestni predor na Hrvaškem. S povprečno dolžino obeh cevi 5720 metrov je za Malo Kapelo drugi najdaljši cestni predor na Hrvaškem. Nahaja se na avtocesti A1 med izvozoma Sveti Rok in Maslenica ter vodi skozi gorsko verigo Velebit.
Gradnjo predora sta leta 1996 začeli podjetji Konstruktor-inženjering iz Splita in Hidroelektra-niskogradnja iz Zagreba. Prva je bila izgrajena zahodna cev, ki je bila svečano predstavljena oktobra 1999, prometu pa je bila predana ob odprtju avtocestnega odseka Gornja Ploča–Zadar 30. junija 2003. Skoznjo se je promet odvijal dvosmerno vse do odprtja druge cevi 30. maja 2009.

## Značilnosti
Severni portal predora se nahaja na nadmorski višini 561 metrov in južni na 510 metrih. Cevi, dolgi 5681 in 5759 metrov, sta medsebojno razmaknjeni 25 metrov ter povezani s štirimi prehodi za vozila in s 15 prehodi za pešce.
Ker sta predora Sveti Rok in Mala Kapela podobne dolžine in ker sta bila grajena istočasno, sta si s tehničnega vidika v marsičem identična. Na 7,7 metra širokih cestiščih znaša omejitev hitrosti 100 km/h. Predor je opremljen s sistemom za odvajanje vode in tekočin, nabranih pri pranju predora, gašenju požara ali drugih nesrečah. Obe cevi predora sta opremljeni z ventilacijskim sistemom in s svetlobnimi znaki spreminjajoče se vsebine, ki jih upravljajo iz nadzornih centrov vzdolž avtoceste A1. Omogočen je sprejem hrvaških državnih radijskih postaj HR1 na 102,3 MHz in HR2 na 97,5 MHz, kot tudi signala mobilnega omrežja. Električno energijo predoru dovaja po ena 35-kilovoltna transformatorska postaja na vsakem koncu, iz katerih se napaja 8 distribucijskih transformatorskih postaj v predoru. Nemoteno obratovanje predora je zagotovljeno tudi s pomožnim virom električne energije.
Predor je bil izkopan z "novo avstrijsko metodo", z vrtanjem in miniranjem. Med gradnjo so bile odkrite številne jame in druge podzemne strukture, ki pa so bile vse uspešno sanirane. Skupno so naleteli na 1337 metrov podzemnih kanalov, med katerimi je izstopala dvorana dimenzij 148 × 53 × 62 metrov. Nekatere od votlin so bile znatno daljše in globlje ter celo povezane s površjem, na kar je nakazovala prisotnost netopirjev. Ti naravni pojavi so oteževali gradnjo, vendar so bili uspešno ohranjeni.
Leta 2010 je bil Sveti Rok na preskusu EuroTAP proglašen za tretji najvarnejši predor v Evropi.

## Promet
Promet redno spremlja podjetje Hrvatske autoceste, upravitelj avtoceste A1 in predora, statistiko pa objavlja družba Hrvatske ceste. Znatne razlike med povprečnim letnim dnevnim prometom in dnevnim prometom v poletnem času se pojavljajo, ker avtocesta predstavlja prometno povezavo do jadranskih turističnih destinacij v Dalmaciji za veliko število turistov. Štetje prometa se izvaja z analizo prodaje cestninskih vozovnic.
Povprečni letni dnevni promet med izvozoma Sveti Rok in Maslenica znaša 12 353 vozil, povprečni dnevni promet poleti pa 32 125 vozil.